# Urška Žigart
Urška Žigart, slovenska kolesarka, * 4. december 1996.
Nastopila je na Svetovnem prvenstvu v cestnem kolesarstvu 2015.

## Pomembnejša tekmovanja

### Tritedenske etapne dirke
| Od   | Grand Tour    | 2015                  | 2016                  | 2017                  | 2018                  | 2019                  | 2020                  | 2021                  | 2022                  | 2023 |
| ---- | ------------- | --------------------- | --------------------- | --------------------- | --------------------- | --------------------- | --------------------- | --------------------- | --------------------- | ---- |
| 2023 | Ženska Vuelta | dirka še ni obstajala | dirka še ni obstajala | dirka še ni obstajala | dirka še ni obstajala | dirka še ni obstajala | dirka še ni obstajala | dirka še ni obstajala | dirka še ni obstajala | 40   |
| 1988 | Ženski Giro   | —                     | —                     | —                     | 63                    | 50                    | 78                    | —                     | —                     | DNF  |
| 2022 | Ženski Tour   | dirka še ni obstajala | dirka še ni obstajala | dirka še ni obstajala | dirka še ni obstajala | dirka še ni obstajala | dirka še ni obstajala | dirka še ni obstajala | 29                    | —    |

### Velike večetapne dirke
| Od   | Dirka                    | 2015                  | 2016                  | 2017                  | 2018                  | 2019                  | 2020                  | 2021                  | 2022                 | 2023                 |
| ---- | ------------------------ | --------------------- | --------------------- | --------------------- | --------------------- | --------------------- | --------------------- | --------------------- | -------------------- | -------------------- |
| 2008 | Grand Prix Elsy Jacobs   | —                     | —                     | —                     | —                     | —                     | NH                    | —                     | —                    | —                    |
| 1988 | Emakumeen Euskal Bira    | —                     | —                     | —                     | 60                    | —                     | dirka več ne obstaja  | dirka več ne obstaja  | dirka več ne obstaja | dirka več ne obstaja |
| 2014 | The Women's Tour         | —                     | —                     | —                     | —                     | —                     | NH                    | —                     | —                    | NH                   |
| 1986 | Thüringen Rundfahrt      | —                     | —                     | —                     | —                     | —                     | NH                    | —                     | —                    | —                    |
| 2014 | ̈Ženska dirka po Norveški | —                     | —                     | —                     | —                     | —                     | NH                    | 44                    | dirke več ni         | dirke več ni         |
| 1998 | Holland Ladies Tour      | —                     | —                     | —                     | —                     | —                     | NH                    | —                     | —                    | —                    |
| 2012 | Dirka po Belgiji         | —                     | —                     | —                     | —                     | —                     | NH                    | —                     | —                    | NH                   |
| 2022 | Dirka po Romandiji       | dirka še ni obstajala | dirka še ni obstajala | dirka še ni obstajala | dirka še ni obstajala | dirka še ni obstajala | dirka še ni obstajala | dirka še ni obstajala | 37                   | 32                   |
| 2015 | Challenge by La Vuelta   | —                     | enodnevna             | enodnevna             | —                     | —                     | —                     | 45                    | —                    | —                    |

### Enodnevne dirke
| Od   | Spomeniki              | 2015                  | 2016                  | 2017                  | 2018                  | 2019                  | 2020                  | 2021       | 2022      | 2023      |
| ---- | ---------------------- | --------------------- | --------------------- | --------------------- | --------------------- | --------------------- | --------------------- | ---------- | --------- | --------- |
| 2004 | Dirka po Flandriji     | —                     | —                     | —                     | —                     | —                     | —                     | 104        | —         | —         |
| 2020 | Pariz–Roubaix          | dirka še ni obstajala | dirka še ni obstajala | dirka še ni obstajala | dirka še ni obstajala | dirka še ni obstajala | NH                    | —          | —         | —         |
| 2017 | Liège–Bastogne–Liège   | še ni bilo            | še ni bilo            | —                     | —                     | 87                    | —                     | —          | —         | 64        |
| Od   | Klasike                | 2015                  | 2016                  | 2017                  | 2018                  | 2019                  | 2020                  | 2021       | 2022      | 2023      |
| 2006 | Omloop Het Nieuwsblad  | —                     | —                     | —                     | 83                    | 84                    | —                     | —          | —         | —         |
| 2015 | Strade Bianche         | —                     | —                     | —                     | OTL                   | DNF                   | —                     | —          | DNF       | —         |
| 2008 | Ronde van Drenthe      | —                     | —                     | —                     | —                     | —                     | NH                    | —          | —         | —         |
| 1974 | Trofeo Alfredo Binda   | —                     | —                     | —                     | —                     | DNF                   | NH                    | DNF        | 50        | 69        |
| 2012 | Gent–Wevelgem          | —                     | —                     | —                     | —                     | —                     | —                     | —          | —         | —         |
| 2017 | Amstel Gold Race       | še ni bilo            | še ni bilo            | —                     | 79                    | —                     | NH                    | —          | —         | 82        |
| 1998 | Valonska puščica       | —                     | —                     | —                     | 55                    | DNF                   | —                     | —          | 59        | 43        |
| 2012 | Skozi Flandrijo        | —                     | —                     | —                     | —                     | —                     | NH                    | 104        | —         | —         |
| 2021 | Scheldeprijs           | dirka še ni obstajala | dirka še ni obstajala | dirka še ni obstajala | dirka še ni obstajala | dirka še ni obstajala | dirka še ni obstajala | DNF        | —         | —         |
| 2016 | Brabantse Pijl         | —                     | —                     | —                     | 62                    | DNF                   | —                     | 89         | DNF       | —         |
| 2002 | GP de Plouay           | DNF                   | —                     | —                     | 64                    | —                     | DNF                   | —          | —         | —         |
| 2006 | Open de Suède Vårgårda | —                     | —                     | —                     | —                     | —                     | je ni bilo            | je ni bilo | —         | NH        |
| 2019 | Klasika San Sebastian  | dirka še ni obstajala | dirka še ni obstajala | dirka še ni obstajala | dirka še ni obstajala | —                     | NH                    | —          | je ni več | je ni več |

### Reprezentanca
| Od   | Olimpijske igre    | Olimpijske igre    | 2015 | 2016 | 2017    | 2018    | 2019    | 2020    | 2021 | 2022 | 2023 |
| ---- | ------------------ | ------------------ | ---- | ---- | ------- | ------- | ------- | ------- | ---- | ---- | ---- |
| 1896 |                    | Cestna dirka       | NH   | —    | Ni bilo | Ni bilo | Ni bilo | Ni bilo | —    | NH   | NH   |
| 1912 | Kronometer         | —                  | NH   | —    | Ni bilo | Ni bilo | Ni bilo | Ni bilo |      | NH   | NH   |
| Od   | Svetovno prvenstvo | Svetovno prvenstvo | 2015 | 2016 | 2017    | 2018    | 2019    | 2020    | 2021 | 2022 | 2023 |
| 1927 |                    | Cestna dirka       | —    | —    | —       | 67      | DNF     | 105     | DNF  | —    | DNF  |
| 1994 | Kronometer         | —                  | —    | —    | —       | —       | —       | —       | 28   | 29   |      |
| Od   | Evropsko prvenstvo | Evropsko prvenstvo | 2015 | 2016 | 2017    | 2018    | 2019    | 2020    | 2021 | 2022 | 2023 |
| 2016 |                    | Cestna dirka       | —    | —    | —       | —       | —       | —       | —    | 76   | —    |
| 2016 | Kronometer         | —                  | —    | —    | —       | —       | —       | —       | —    | —    |      |
| Od   | Državno prvenstvo  | Državno prvenstvo  | 2015 | 2016 | 2017    | 2018    | 2019    | 2020    | 2021 | 2022 | 2023 |
| 1991 |                    | Cestna dirka       | 7    | 6    | 7       | 5       | 3       | 3       | 4    | 5    | 2    |
| 1991 | Kronometer         | —                  | 3    | —    | 4       | 3       | 1       | 3       | 1    | 1    |      |